# Следствие ведут ЗнаТоКи. Пожар
«Следствие ведут ЗнаТоКи. Пожар» — художественный детективный фильм 1985 года. 19-е дело из серии фильмов «Следствие ведут ЗнаТоКи».

## Сюжет
ЗнаТоКи выезжают на пожар. Сгорел практически дотла ОРСовский склад промтоваров. Старичок-сторож вечером почувствовал необъяснимую сонливость, заснул на посту, не сумел вовремя отреагировать на возгорание; пожарных вызвал случайный прохожий, когда было уже поздно. На днях на складе ожидалась полугодовая ревизия — случайно ли возникло возгорание? Под подозрение в умышленном поджоге попадают заведующая Стольникова и её заместитель Гуторская. Гуторская явно умнее и деловитее своей начальницы, она не скрывает своего презрительного отношения к бестолковой и непрофессиональной Стольниковой, к тому же, с головой погружённой в перипетии своего романа с местным шофёром, известным альфонсом.
Экспертиза показывает, что в глубине склада была оставлена бутылка с бензином и зажжённая свеча, установленные так, чтобы огонь разгорелся после опечатывания помещения; сторожу в чай было подсыпано снотворное. Также эксперты выясняют, что в тех секциях сгоревшего склада, где, по документам, находились дорогостоящие и дефицитные товары, товаров либо не было вовсе, либо это были товары иной категории.
Итогом расследования становится установленный факт воровства: две заведующие базами промтоваров, Стольникова и Уварова, долгое время скрывали крупные недостачи, прикрывая друг друга, перед ревизиями периодически перемещая недостающие товары с одного склада на другой. Всё это продолжалось до тех пор, пока ранее судимая Уварова не подожгла склад «подруги», предварительно «позаимствовав» у той дефицитные товары на большую сумму, чтобы разом покрыть огромную недостачу. Узнав на следствии о доказанном факте поджога и догадавшись, кто это сделал, Стольникова, после бурного выяснения отношений с Уваровой признаётся, чтобы свести счёты с подлой соучастницей. Тем более, что последний роман Стольниковой, занимавший все её мысли, окончился плачевно — шофёр Костик, «специализирующийся» на обеспеченных дамах бальзаковского возраста, узнав о следствии, немедленно бросил Стольникову, хотя и признался следователю, что именно он перевозил товары с одного склада на другой перед каждой ревизией. Заместитель Стольниковой Гуторская была в курсе происходящего, однако не желала ни вмешиваться в махинации, ни положить им конец, брезгуя всеми этими манипуляциями. Теперь ей предстоит поплатиться за свою брезгливость и пойти под суд, ведь она является материально ответственным лицом.

## Роли и исполнители

### Главные роли
- Георгий Мартынюк — Знаменский
- Леонид Каневский — Томин
- Эльза Леждей — Кибрит

### В ролях
- Сергей Гармаш — Томилин, сотрудник ОБХСС
- Наталья Тенякова — Евдокия Матвеевна Стольникова, завбазой
- Валентина Карева — Евгения Антоновна Гуторская, замзавбазой
- Антонина Дмитриева — Елена Дмитриевна Уварова
- Владимир Ильин — Константин Бутаев
- Василий Щелоков — сторож Николаша
- Римма Комина — Наташа, кладовщица
- Леонид Евтифьев — муж Гуторской
- Владимир Сальников — вахтёр Сидоров
- Карп Мукасьян — Кузьмич, нач. автобазы
- Герман Энтин — свидетель, вызвавший пожарных